# Де Сантис, Паскуалино
Паскуали́но Де Са́нтис (итал.  Pasqualino De Santis),настоящее имя ─ Паскуа́ле Де Са́нтис (итал. Pasquale De Santis; 24 апреля 1927, Фонди, Лацио — 23 июня 1996, Львов) — итальянский кинооператор, брат кинорежиссёра Джузеппе Де Сантиса. Обладатель премии «Оскар» за лучшую операторскую работу 1969 года за фильм «Ромео и Джульетта».

## Биография
В 1945-1948 годах учился в Экспериментальном центре кинематографии в Риме. С 1950 года работал над несколькими фильмами брата как ассистент оператора. Ученик Джанни Ди Венанцо. С 1965 года работал над всеми фильмами Франческо Рози, сотрудничал с Витторио Де Сика, Висконти, Феллини, Брессоном, Лоузи, Сальваторе Сампери и другими крупными режиссёрами как в Италии, так и за рубежом.
Скоропостижно скончался от инфаркта миокарда во Львове, во время съёмок фильма Франческо Рози «Перемирие» (по автобиографической книге Примо Леви).

## Избранная фильмография
- Момент истины/ Il Momento della verità (1965, Франческо Рози)
- Жила-была…/C’era una volta… (1967, Франческо Рози)
- Маскарад/Masquerade (1967, Джозеф Манкевич)
- Ромео и Джульетта/ Romeo and Juliet (1968, Франко Дзефирелли, премия Оскар, Серебряная лента Национального синдиката киножурналистов Италии)
- Любовники / Amanti (1968, Витторио Де Сика)
- Senza sapere niente di lei (1969, Луиджи Коменчини)
- Гибель богов/ La Caduta degli dei (1969 , Лукино Висконти)
- Block-notes di un regista (1969, Федерико Феллини, телевизионный)
- Люди против/Uomini contro (1970, Франческо Рози)
- Смерть в Венеции/ Morte a Venezia (1971, Лукино Висконти, премия BAFTA, Серебряная лента Национального синдиката киножурналистов Италии)
- Torino nera (1972, Карло Лидзани)
- Убийство Троцкого/The Assassination of Trotsky (1972, Джозеф Лоузи)
- Дело Маттеи/Il Caso Mattei (1972, Франческо Рози)
- Лаки Лучано/Lucky Luciano (1973, Франческо Рози)
- Ланселот Озёрный/ Lancelot du Lac (1974, Робер Брессон)
- Семейный портрет в интерьере/ Gruppo di famiglia in un interno (1974, Лукино Висконти, Серебряная лента Национального синдиката киножурналистов Италии)
- Сиятельные трупы/Cadaveri eccellenti (1976, Франческо Рози)
- Невинный/ L’ Innocente (1976, Лукино Висконти)
- Необычный день/Una Giornata particolare (1977, Этторе Скола)
- Вероятно, дьявол / Le Diable probablement (1977, Робер Брессон)
- Христос остановился в Эболи/Cristo si è fermato a Eboli (1979, Франческо Рози)
- Терраса/La Terrazza (1980, Этторе Скола)
- Три брата/Tre fratelli (1981, Франческо Рози, премия Давид ди Донателло, Серебряная лента Национального синдиката киножурналистов Италии)
- Марко Поло/Marco Polo (1982, Джулиано Монтальдо)
- Деньги/ L’Argent (1983, Робер Брессон)
- Кармен/Carmen (1984, Франческо Рози, номинация на премию Сезар, премия Давид ди Донателло)
- Misunderstood (1984, Джерри Шатцберг)
- Гарем/ Harem (1985, Артюр Жоффе, номинация на премию Сезар)
- Хроника объявленной смерти/Cronaca di una morte annunciata (1987, Франческо Рози)
- Забыть Палермо/ Dimenticare Palermo (1990, Франческо Рози)
- Неаполитанский дневник/Diario napoletano (1992, Франческо Рози)
- Перемирие/La Tregua (1997, Франческо Рози)

## Признание
Лауреат премий Оскар, BAFTA и других наград, был дважды номинирован на премию Сезар.